# Longchamp-sous-Châtenois
 Longchamp-sous-Châtenois  es una población y comuna francesa, en la región de Lorena, departamento de Vosgos, en el distrito de Neufchâteau y cantón de Châtenois.

## Demografía
| 85 | 102 | 108 | 103 | 78 | 89 |
| Para los censos de 1962 a 1999 la población legal corresponde a la población sin duplicidades (Fuente: INSEE [Consultar]) |     |     |     |    |    |